# Герб Тасманії
Герб Тасманії є офіційним гербом штату Тасманія. Він був затверджений 1917 році королем Георгом V.  Герб має ознаки колоніального минулого країни (червоний лев) та сучасного розвитку господарства. 

## Опис
Щит поділено на п'ять частин. На одній частині (верх зліва) зображено сніп пшениці на червоному тлі. Зверху праворуч на тлі з срібних на лазурних смужок зображено геральдичні блискавку. По середині щита на срібному тлі зображено золотий баран.   Внизу ліворуч на лазурних та срібних смужках  розташовані чотири золотих яблука, а праворуч на червоному тлі - гілка хмелю. На щиті всі фігури символізують сільське господарство та енергетику.
Бурелет срібно-червоний, увінчаний червоним левом, який тримає передньою лапою лопату та кирку, що символізує гірничодобувну промисловість штату. Лев стоїть так, як на державному гербі Австралійського Союзу, повернуто ліворуч, три лапи на землі, права передня лапа піднята, голова дивиться вперед, а хвіст загнутий над спиною.
Щитотримачами на гербах країн, які створювали державні символи не від монархічних родів, зазвичай є найхарактерніші представники місцевої фауни. Щит герба Тасманія підтримується двома тасманійськими  вовками, які стоять однією лапою на постаменті з золотого візерунка,  а іншою  - на стрічці девізу з написом латинською "Ubertas et Fidelitas", що означає «родючість і вірність». 

## Використання
Герб Тасманії можна використовувати:
- Прем'єр-міністром або його представником на офіційні запрошення на заходи та заходи, коли представляє Тасманію всередині країни та за кордоном.

- Верховним судом Тасманії, Магістратським судом Тасманії, Судом у справах дітей Тасманії та Судом коронерів Тасманії для цілей корпоративного брендингу, публікацій, офіційних документів, веб-сайтів і канцелярських товарів.